# 金基龍
金 基龍（キム・ギリョン、朝鮮語: 김기룡、1941年5月2日 - 2017年3月30日）は、朝鮮民主主義人民共和国の政治家、ジャーナリスト。朝鮮労働党中央委員会委員、朝鮮中央通信社社長、労働新聞責任主筆などを歴任。

## 経歴
1941年に日本統治下の咸鏡南道甲山郡(現両江道恵山市)に生まれる。金日成総合大学卒業。1965年に朝鮮労働党の機関紙労働新聞の記者に就く。労働新聞論説委員を経て、1989年に北朝鮮の国営通信、朝鮮中央通信社に就任した。
1989年に国家広報委員会委員長に就任し、1995年まで務めた。1990年に最高人民会議第9期代議員に選出され、1991年に朝鮮労働党中央委員会委員候補、1992年に党中央委員会委員に選出された。2000年に朝鮮中央通信社社長に就任し、2009年まで務めた。2007年に訪朝した韓国の聯合ニュース金基瑞社長と会談した。2010年に言論代表団を率いて中国を訪問し、中国の報道関係者と会談した。
2010年に労働新聞の責任主筆、党中央委員会委員に任命され、2013年まで務めた。2015年には朝鮮中央放送委員会副委員長兼朝鮮中央テレビ社長に就任した。

## 参考サイト
- 북한정보포털

| 先代金重浹 | 労働新聞責任主筆2010年 - 2013年 | 次代尹宇哲 |

| 先代 | 朝鮮中央通信社社長2000年 - 2009年 | 次代金炳鎬 |